# Belgrandiella ganslmayri
Belgrandiella ganslmayri é uma espécie de gastrópode  da família Hydrobiidae.
É endémica de Austria.